# Cabruta (paroisse civile)
Pour les articles homonymes, voir Cabruta.
Cabruta est l'une des trois paroisses civiles de la municipalité de Las Mercedes dans l'État de Guárico au Venezuela. Sa capitale est Cabruta.

## Géographie

### Démographie
Hormis sa capitale Cabruta, la paroisse civile comporte plusieurs localités, dont :
- Cabruta
  - La Arenosa
  - Terecay
- Coroba
- Territorio